# ビリー・エクスタイン
ビリー・エクスタイン (英語: Billy Eckstine、1914年7月8日 - 1993年3月8日) は、アメリカ合衆国のスウィング時代のジャズ・シンガー、ポップ・シンガー、バンドリーダーである。彼はまるでオペラ歌手のように豊かなバリトンの声で知られている 。彼の「I Apologize」 (1948年、MGM) は、1999年にグラミーの殿堂入りを果たした。ニューヨーク・タイムズは彼のことを「影響力の大きいバンドリーダー」と評し、彼の「洗練されたバス・バリトン」と「ポピュラーソングへの喉を使った甘いアプローチ」はアール・コールマン、ジョニー・ハートマン、ジョー・ウィリアムス、アーサー・プリソック、そしてルー・ロウルズなどの歌手たちにインスピレーションを与えた、としている。

## 幼少期と教育

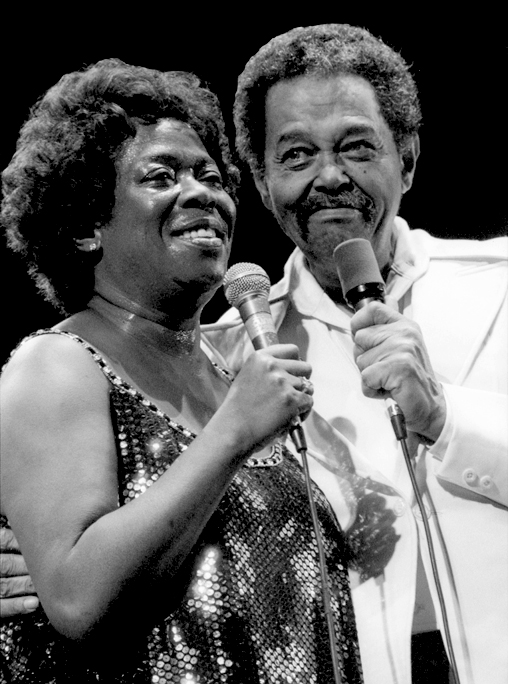
サラ・ヴォーンとビリー・エクスタイン、1981年のモントレー・ジャズ・フェスティバルにて

エクスタインはペンシルバニア州ピッツバーグで、運転手の父ウィリアム・エクスタインと、仕立て屋の針子をしていた母シャーロット・エクスタインの息子として生まれた。エクスタインの父方の祖父母はウィリアム・F. エクスタインとナニー・エクスタインで、ワシントンD.C.に住んでいる混血のカップルだった。二人共1863年生まれで、ウィリアムはアイオワ州プロシア生まれ、ナニーはヴァージニア州生まれだった。
エクスタインはピッツバーグの高校に入り 、ワシントンに移住してその地の高校からハワード大学へ進んだ。彼はアマチュアのタレントコンテストで1位を獲得した後に、ハワードを後にした。
ピッツバーグのハイランド公園地区にあるブライアント通り5913番地には、エクスタインの生家を示す州の歴史標が設置されている。

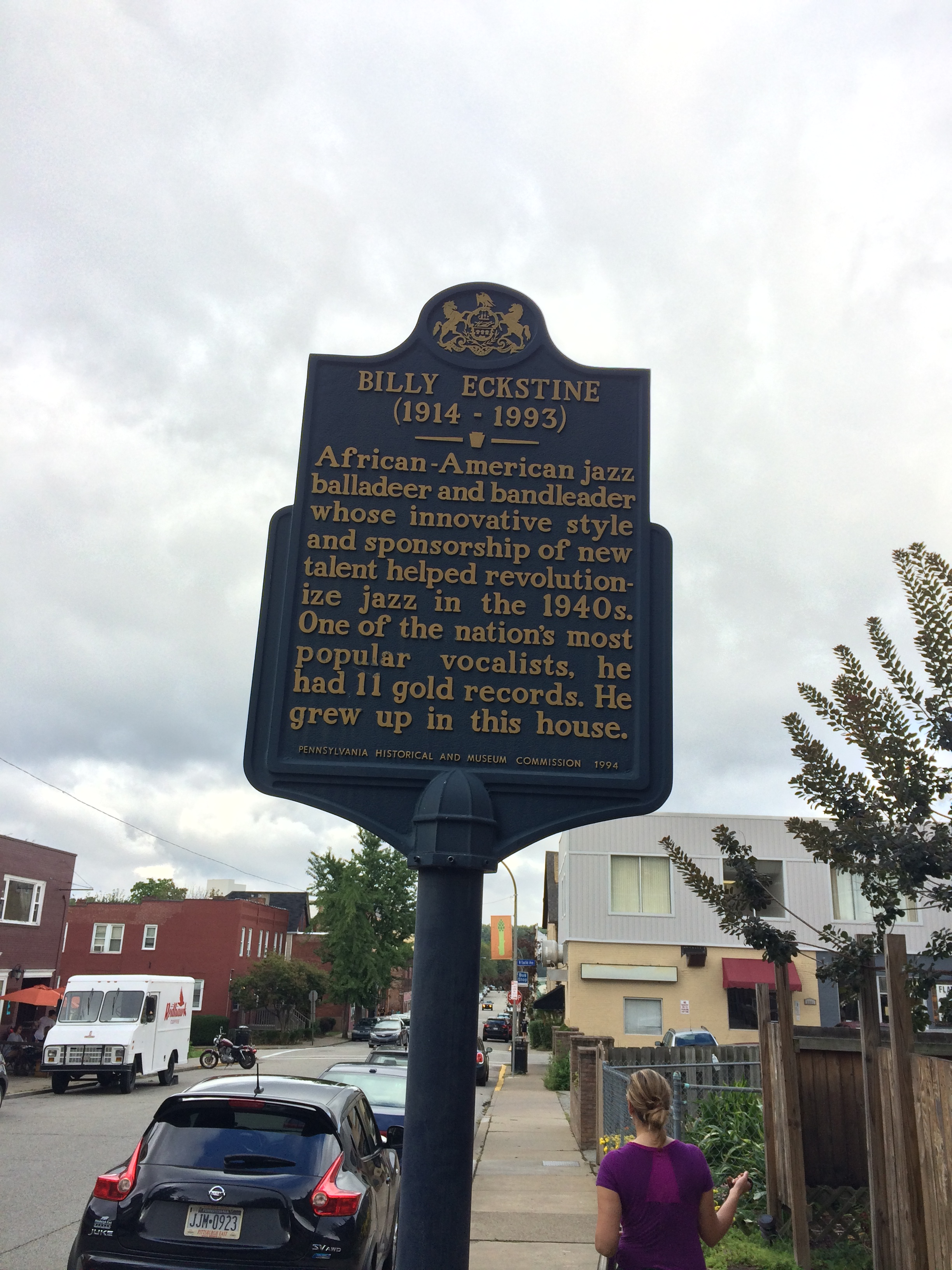
ペンシルバニア州ピッツバーグのハイランド公園地区にある歴史標

## キャリア
彼はシカゴに移り、1939年にアール・ハインズのグランド・テラス・オーケストラに参加、ヴォーカルとトランペットを担当し1943年までそこで過ごした。その時期から、エクスタインはハインズのバンドのジュークボックス・ヒットである「Stomy Monday Blues」や自身の「Jelly Jelly」などによって、名前が広く知られるようになった。
1944年にエクスタインは自分のビッグバンドを結成し、そこはジャズの未来を担う冒険心に満ちた若いミュージシャンたちの仕上げの学校となった。このグループにはディジー・ガレスピー、デクスター・ゴードン、マイルス・デイビス、アート・ブレイキー、チャーリー・パーカー、 ファッツ・ナヴァッロ、そしてヴォーカルのサラ・ヴォーンがいた。バンドの編曲者にはタッド・ダメロン、ギル・フラー、そしてジェリー・ヴァレンティンがいた。 ビリー・エクスタイン・オーケストラは最初のボップ・ビッグバンドとされ、「A Cottage for Sale」や「Prisoner of Love」はトップテン・チャートにエントリーされた。この二つのディスクはアメリカレコード協会のゴールド・ディスクに選ばれている。
ディジー・ガレスピーは、1979年に出た自伝「To Be or Not to Bop」の中で次のように振り返っている。「ビリー・エクスタインのバンドは稀有の存在だ。我々のアタックは強力で、新しいスタイルのビバップを演奏してきた。世界中でこんなにエキサイティングなバンドはない」 
エクスタインは1947年にソロ活動を始め、豊かで洗練されたオーケストレーションのレコードを出した。バンドを解散する前から、エクスタインはそれをサポートするためにソロ・レコ―ディングを行い、1945年の「Cottage for Sale」と「Prisoner of Love」のリバイバルは二つのミリオンセラーになった。バンドでの録音よりもさらに成功したソロの録音は、エクスタインの将来を予感させるものだった。エクスタインは1940年代後半に12曲を超えるヒットを飛ばしている。彼は新設のMGMレコードと契約し、たちまち「Everything I Have Is Yours」 (1947)、 ロジャーズ＆ハートの「ブルームーン」 (1948)、そしてジャン・ティゾルの「キャラバン」 (1949) といったリバイバルでヒットを重ねた。
1951年7月8日にエクスタインは、レオン・へフリン・シニアがプロデュースしロサンゼルス・リグレー・フィールドで開催された第7回 Cavalcade of Jazz concert で公演した。共演はライオネル・ハンプトン、パーシー・メイフィールド、ジミー・ウィザースプーン、ジョー・リギンス、そしてロイ・ブラウンであった。
1950年4月25日号の『ライフ』誌は、エクスタインのプロフィールを3ページにわたって掲載したが、その時は写真家のマーサ・ホルムズがニューヨークで1週間エクスタインと周囲の人々に同行した 。ホルムズが撮ってライフに載った写真の1枚は、エクスタインが白人女性のファンに囲まれ、ファンの一人は手を彼の肩にかけ、笑いながら頭を彼の胸にあてていた。エクスタインの伝記を書いたCary Ginellはこの写真について、「人種的緊張にとらわれない、高揚感や喜びや愛情の瞬間を（ホルムズは）見事に捉えている」と述べている。ホルムズはこの写真について、「世界はこうあるべきだということを伝えており」、自分が撮った全ての写真の中で最も気に入っている、と書いている。この写真は論争を呼ぶ可能性があるとライフの編集者は考え、雑誌の発行人であるヘンリー・ルースに個人的に許可を求めたところ、これは発行すべきだと言われた。発行された写真により雑誌社へ抗議の手紙が何通も送られたが、歌手のハリー・ベラフォンテはすぐに「この国民的雑誌の中でこの写真がヒットした時、障壁が破られるだろう」と述べた。写真によって生じた論争は、エクスタインのキャリアの軌跡に大きな影響を与えた。歌手のトニー・ベネット は「それは全てを変えた…以前は彼のファンは大勢いたが…今や白人社会を怒らせてしまった」と述べ、ピアニストのビリー・テイラーは「報道と写真により彼の前のドアがピシャっと閉められてしまった」と語った。
1950年代のエクスタインの録音の中では、1957年にサラ・ヴォーンとデュエットした「Passing Strangers」がマイナー・ヒットとなったが、全英シングルチャートでは初登場で22位を獲得している。
1960年のラスベガスでのライヴアルバム「No Cover, No Minimum」で、エクスタインはトランペット・ソロを吹き、ナイトクラブでの演奏を披露した。1960年代の初頭に彼はマーキュリーやルーレットレコードでアルバムを録音していたが、60年代半ばから後半になるとモータウンでアルバムを録音するようになった。1970年代にAl Bellのスタックス・レコードで録音した後、エクスタインは最後の海外録音ツアーを行い、1986年に出した「Billy Eckstine Sings with Benny Carter」はグラミー賞にノミネートされた。
1984年にエクスタインは最後から2番目のアルバム「I Am a Singer」を出したが、編曲と指揮はAngelo DiPippoで、ハーモニカのトゥーツ・シールマンスが共演した。1986年11月にエクスタインはサックスのベニー・カーターと録音し、カーターのアルバム「Billy Eckstine Sings with Benny Carter」がでた。イアン・レヴァインが設立した元モータウンのアーティストのためのレーベル、モーターシティ・レコードで、エクスタインは最後の録音を行った。

## 私生活
彼は1942年に最初の結婚をした。1952年に離婚した後、1953年に女優でモデルのキャロル・ドレイクと再婚し、キャロルは彼が亡くなるまで連れ添った。彼はキャロルとの間の4人の子どもと2人の連れ子の父親だった。子どもたちの中にはマーキュリー・レコードの社長エド・エクスタイン、コロムビア・レコードとヴァ―ヴ・レコードのA&R担当役員兼レコードプロデューサのガイ・エクスタイン、歌手のジーナ・エクスタイン、俳優のロニー・エクスタインがいる。

## 晩年
エクスタインは1992年4月、カンザス州サライナでの公演中に脳卒中に襲われ、以来演奏することは無かった。 病院で口はきけるようになったが、心臓発作を起こし、数か月後の1993年3月8日に78歳で亡くなった。エクスタインの最後の言葉は「ベイシー」 (Basie) だった。

## ディスコグラフィ

### 10インチLP
- 1949 Billy Eckstine Sings (National) - recorded 1945–1947
- 1950 Songs By Billy Eckstine (MGM)
- 1951 Billy Eckstine Favorites (MGM)
- 1952 Love Songs By Rodgers and Hammerstein (MGM)
- 1953 Billy Eckstine Sings Tenderly (MGM)
- 1953 アール・ハインズ – Billy Eckstine: A Treasury Of Immortal Performances (RCA Victor) - recorded 1940–1942
- 1953 The Great Mr. B: Billy Eckstine and His All-Star Band (DeLuxe/King) - recorded 1944
- 1954 I Let a Song Go Out of My Heart: Billy Eckstine Sings 8 Great デューク・エリントン Songs (MGM)
- 1954 Blues For Sale (EmArcy)
- 1954 The Love Songs of Mr. B (EmArcy)

### 12インチLP
- 1955 I Surrender, Dear (EmArcy)
- 1955 Mr. B With a Beat (MGM) - with ジョージ・シアリング・クィンテット, ウディ・ハーマン・オーケストラ, and The Metronome All Stars.
- 1955 Rendezvous (MGM)
- 1955 That Old Feeling (MGM)
- 1957 Prisoner of Love (Regent)
- 1957 The Duke, The Blues and Me! (Regent)
- 1957 My Deep Blue Dream (Regent)
- 1958 You Call It Madness (Regent)
- 1958 Billy Eckstine's Imagination (EmArcy)
- 1958 Billy Eckstine & Sarah Vaughan Sing Irving Berlin (Mercury)
- 1958 Billy's Best! (Mercury)
- 1959 Basie and Eckstine, Inc. with Count Basie Orchestra (Roulette)
- 1960 No Cover, No Minimum (Roulette)
- 1960 Once More With Feeling (Roulette)
- 1961 Mr. B In Paris (Felsted/Decca [UK]; Barclay [France]) rec. 1957–1958; all 12 songs sung in French
- 1961 Broadway, Bongos and Mr. B (Mercury)
- 1962 At Basin St. East with Quincy Jones (Mercury)
- 1962 Don't The Golden Hits of Billy EckstineWorry 'Bout Me (Mercury)
- 1963 The Golden Hits of Billy Eckstine (Mercury) - compilation
- 1963 Now Singing In 12 Great Movies (Mercury)
- 1964 The Modern Sound of Mr. B (Mercury)
- 1965 The Prime of My Life (Motown)
- 1966 My Way (Motown)
- 1969 For Love of Ivy [also released as Gentle On My Mind] (Motown)
- 1971 Stormy (Enterprise/Stax)
- 1971 Feel the Warm (Enterprise/Stax)
- 1971 Moment (Capitol)
- 1972 Senior Soul (Enterprise/Stax)
- 1974 If She Walked Into My Life (Enterprise/Stax)
- 1979 Momento Brasiliero (Portuguese import release on Som Livre label)
- 1984 I Am a Singer (Kimbo)
- 1986 Billy Eckstine Sings with Benny Carter with special guest: ヘレン・メリル (Verve)

### LP/CD 注目すべき編集
- 1960 Mr. B: The Great Billy Eckstine and His Orchestra (Audio Lab) - 12" LP reissue of The Great Mr. B from DeLuxe/King.
- 1963 Billy & Sarah with サラ・ヴォーン (Lion) - compilation
- 1971 Billy Eckstine Together (Spotlite) - 1945 live "radio broadcast" recordings
- 1979 Billy Eckstine Sings (Savoy Jazz) - compilation
- 1986 Mister B. and the Band: The Savoy Sessions (Savoy Jazz) - compilation
- 1986 I Want To Talk About You (Xanadu) - this compilation features Eckstine's earliest recordings, 13 selections taken from his 1940–1942 Bluebird sides with the Earl Hines Orchestra; album is rounded out by 3 ballads taken from a 1945 live "radio broadcast" with his own big band.
- 1991 Everything I Have Is Yours: The Best Of The MGM Years (Verve) - 2CD anthology with 42 tracks (note: the original 2LP set was issued in 1985 with just 30 tracks)
- 1991 Compact Jazz: Billy Eckstine (Verve) - compilation
- 1994 Jazz 'Round Midnight: Billy Eckstine (Verve) - compilation
- 1994 Verve Jazz Masters (Volume 22): Billy Eckstine (Verve) - compilation
- 1996 Air Mail Special (Drive Archive) - reissue of the 1945 live "radio broadcast" recordings.
- 1996 The Magnificent Mr. B (Flapper/Pearl) - anthology/compilation of material recorded with Earl Hines (for the Bluebird label), and Eckstine's recordings with his orchestra (for the DeLuxe and National labels).
- 1997 The Chronological Billy Eckstine and His Orchestra 1944–1945 (Classics) - anthology/compilation
- 1999 The Chronological Billy Eckstine and His Orchestra 1946–1947 (Classics) - anthology/compilation
- 2001 Mr. B (ASV/Living Era) - anthology/compilation
- 2002 Timeless Billy Eckstine (Savoy Jazz) - compilation
- 2002 The Legendary Big Band 1943–1947 (Savoy Jazz) - 2CD anthology (all of Eckstine's recordings for the DeLuxe and National labels).
- 2003 Kiss of Fire (Sepia) - compilation (contains 25 tracks recorded 1947–1952 for the MGM label).
- 2003 The Motown Years (Motown/UMe) - 2CD anthology
- 2004 Love Songs (Savoy Jazz) - compilation
- 2004 A Proper Introduction To Billy Eckstine: Ballads, Blues and Bebop (Proper) - anthology/compilation
- 2005 Jukebox Hits 1943–1953 (Acrobat) - anthology/compilation
- 2005 Early Mr. B: 1940–1953 (Jazz Legends) - anthology/compilation of material recorded with Earl Hines (for the Bluebird label), and Eckstine's recordings with his orchestra (for the DeLuxe, National and MGM labels).
- 2006 Prisoner of Love: The Romantic Billy Eckstine (Savoy Jazz) - this is a reissue of Timeless Billy Eckstine.
- 2008 All of My Life (Jasmine) - 2CD anthology (contains 35 tracks recorded for the MGM label; also includes all 10 of his 1956 RCA recordings; and 10 of his 1957–1958 Mercury recordings).